# Pugiodens
Pugiodens és una espècie de paroxiclènid que visqué durant l'Eocè a Alemanya. És conegut únicament a partir d'un fòssil de l'estatge Lutecià, trobat a Saxònia-Anhalt.